# Benetton B200
A Benetton B200 egy Formula–1-es versenyautó, amellyel a Benetton csapat a 2000-es Formula–1-es szezonban versenyzett. Az autókat Giancarlo Fisichella és Alexander Wurz vezették, a tesztpilóta eleinte Micuszada Hidetosi volt, majd szezon közben lecserélték Antonio Pizzoniára.

## Áttekintés
A fejlesztés műszaki igazgatója Pat Symonds volt, mellette Tim Densham a tervezésért, Ben Agathangelou pedig az autó aerodinamikai formájáért felelt. Densham a Honda elvetélt Honda RA099 programjától érkezett a csapathoz. A második futamtól kezdve Flavio Briatore lett a csapatfőnök.
Az új autó elődjéhez, a B199-hez képest egyszerűbb lett, miután az a bonyolultsága miatt megbízhatósági gondokkal küszködött. Az autóban a Supertec Playlife névre átkeresztelt motorjai kaptak helyet (a Supertec Flavio Briatore cége volt, amely az 1998-as Mecachrome-motorok gyártásának jogát vette meg, a Playlife pedig a Benetton egyik ruhamárkája).
A főszponzor továbbra is a Mild Seven cigarettamárka volt, emiatt az autók égkék színűek maradtak. Ahol a dohányreklámok be voltak tiltva, ott "Team Spirit" felirat szerepelt az autókon. Jelentős szponzorok voltak még a D2 telekommunikációs cég, valamint a Marconi és az MTCI.
Ebben az évben jelentették be, hogy a Renault megvásárolja a Benetton csapatot, hogy gyári istállót csináljon belőle.

## A szezon
A szezon jól indult, Giancarlo Fisichella a második brazíliai futamon Michael Schumacher mögött a második helyet szerezte meg, miután diszkvalifikálták David Coulthardot. Ezt két további dobogós helyezés követte Fisichella számára. Wurz ezzel szemben az egész szezonban mindössze két pontot szerzett, Olaszországban az ötödik helyet szerezte meg. A szezon végére a csapat 20 pontot szerzett, és holtversenyben a negyedik helyen állt a konstruktőri bajnokságban a BAR csapattal. A BAR azonban Fisichella brazíliai második helye miatt az ötödik helyen végzett. Fisichella 18 ponttal a hatodik, míg Wurz két ponttal a 15. helyen végzett a bajnokságban. A szezon során a Benetton tízszer esett ki, kétszer motorhiba, hatszor pedig vezetési hiba és baleset miatt. A szezon végén Wurzot a gyenge teljesítmény miatt kirúgták a csapattól; Wurz ezután a McLarenhez ment teszt- és tartalék pilótának.
A szezon után Fernando Alonso tesztelhette a B200-ast, illetve a frissiben kinevezett új tesztpilóta, Mark Webber is.

## Eredmények
| Év   | Csapat                       | Motor         | Gumik | Pilóták              | 1   | 2   | 3   | 4   | 5   | 6   | 7   | 8   | 9   | 10  | 11  | 12  | 13  | 14  | 15  | 16  | 17  | Pontok | Helyezés |
| ---- | ---------------------------- | ------------- | ----- | -------------------- | --- | --- | --- | --- | --- | --- | --- | --- | --- | --- | --- | --- | --- | --- | --- | --- | --- | ------ | -------- |
| 2000 | Mild Seven Benetton Playlife | Playlife FB02 | B     |                      | AUS | BRA | SMR | GBR | ESP | EUR | MON | CAN | FRA | AUT | GER | HUN | BEL | ITA | USA | JPN | MAL | 20     | 4.       |
| 2000 | Mild Seven Benetton Playlife | Playlife FB02 | B     | Giancarlo Fisichella | 5   | 2   | 11  | 7   | 9   | 5   | 3   | 3   | 9   | KI  | KI  | KI  | KI  | 11  | KI  | 14  | 9   | 20     | 4.       |
| 2000 | Mild Seven Benetton Playlife | Playlife FB02 | B     | Alexander Wurz       | 7   | KI  | 9   | 9   | 10  | 12  | KI  | 9   | KI  | 10  | KI  | 11  | 13  | 5   | 10  | KI  | 7   | 20     | 4.       |